# Karl Friedrich Degenhardt
Karl Friedrich Degenhardt (auch Karl-F Degenhardt, * 21. Februar 1991 in Eisenach) ist ein deutscher Jazz- und Improvisationsmusiker (Schlagzeug, Komposition).

## Leben und Wirken
Degenhardt erhielt bereits mit zwölf Jahren professionellen Schlagzeugunterricht. Als Jugendlicher spielte er in einigen Bands, mit denen er erste Live-Erfahrungen sammelte und verschiedene Tonträger produzierte. Zunehmend beschäftigte er sich mit Improvisation, arbeitete zunächst hauptsächlich mit Kasseler Musikern in der dortigen Improvisationsszene und gründete dort 2008 mit Max Mäckel (Klavier) und Judith Krischke (Bass) das Piano-Trio Blue Break (Platform, Mons Records 2011). Ab 2011 studierte er an der Folkwang Universität der Künste Essen bei Thomas Alkier; Unterricht hatte er außerdem bei Barry Guy, Agustí Fernández, Ramón López, Paulo Álvares, Andreas Lang und John Hollenbeck.
Zu Beginn seines Studiums gründete Degenhardt die Band „Ils sont fous“, für die er auch komponierte. Des Weiteren war er Mitglied von Gunter Hampels Magic Touch Band. Ab den 2010er-Jahren spielte er in Jazz- und Improvisationsgruppen wie Das Behälter, Der Verkaterte Stiefel, Florian Boos Nonett, bei Mascha Corman und in Meat.Karaoke.Quality.Time. (mit Florian Walter und Jan Klare). 2017 trat er mit Dave Rempis auf; 2020 legte er mit dem kolumbianischen Saxophonisten Pacho Dávila das Duoalbum Industrial Memory vor. Im Trio mit Peter Eisold und Simon Camatta veröffentlichte er 2021 das Album Luxus Fluxus (Music for Percussion and Electronics). Weiter gehört er zum Sextett von Julius van Rhee und zum Sextett von Jan Alexander. Seit 2016 unterrichtet er als Dozent für Schlagzeug an der Musikschule Soest.
Degenhardt wurde 2009 mit dem „Kasseler Kunstpreis der Dr.-Wolfgang-Zippel-Stiftung“ für sein Trio „Blue Break“  ausgezeichnet; 2010 erhielt er mit der Gruppe auch den bilateralen „Jazzprix“.

## Diskographische Hinweise
- Das Behälter: The World Is All That Is the Case (2015, mit Achim Zepezauer, Gabor Bodolay, Julius Gabriel, JX Ende)
- Der Verkaterte Stiefel: Luftschlösser (JazzHausMusik, 2015, mit Florian Boos, Moritz Götzen, Sebastian Gerhartz)
- Meat.Karaoke.Quality.Time.: Futura Bold (Umland 2020)[6]
- Henning Neidhardt: First of the Roll (Double Moon Records 2021, mit Duy Luong)[7]